# Сан Ђорђо (Верчели)
Сан Ђорђо је насеље у Италији у округу Верчели, региону Пијемонт.
Према процени из 2011. у насељу је живело 127 становника. Насеље се налази на надморској висини од 295 м.